# آلفرد شوئن
آلفرد شوئن (انگلیسی: Alfred Schön؛ زادهٔ ۱۲ ژانویهٔ ۱۹۶۲) بازیکن فوتبال سابق اهل آلمان است که در پست هافبک بازی می‌کرد.
از باشگاه‌هایی که در آن بازی کرده‌است می‌توان به باشگاه فوتبال کارل زایس ینا و باشگاه فوتبال نانسی اشاره کرد.